# 剛果 (黑猩猩)
剛果（英語：Congo，約1954年—1964年）是一隻黑猩猩畫家與藝術創作者。英國動物學家兼超現實主義畫家德斯蒙德·莫利斯最早於剛果兩歲時發現牠的作畫能力，當時牠首次接觸鉛筆與紙張。到了四歲時，剛果已創作出約400幅畫作，其風格被形容為「抒情的抽象印象派」。

## 生平與創作
剛果於1954年出生於野外，約兩歲時開始學習繪畫。牠的繪畫生涯始於動物學家德斯蒙德·莫利斯遞給牠一枝鉛筆後的反應。莫利斯回憶道：「我遞給牠鉛筆，又放上一張卡紙。當時我記下來：『鉛筆尖端冒出些奇怪的東西，那是剛果的第一道線條。它沿著紙面游移一小段然後停住。還會再出現嗎？會，而且一次又一次地畫了出來。』」莫利斯觀察到剛果會畫出圓形，並對構圖有基本的理解。牠也具備對稱的感知能力，例如當莫利斯在紙的一邊畫圖時，剛果會在另一側補上對應的記號以保持平衡。若畫作某側使用了藍色，牠也會將相同顏色加在另一側，以維持視覺上的對稱。
不久之後，剛果開始進行繪畫創作。其作品風格多為不具具象圖像的「輻射扇形圖案」，屬於抽象表現主義風格。在兩歲至四歲之間，牠共完成約400幅畫作。
期間，剛果逐漸熟悉與莫利斯一同作畫的日常作息。據稱，每當有人在牠尚未完成畫作時試圖將畫紙拿走，牠會大聲尖叫並「大發脾氣」。反之，若牠認為作品已完成，則無論旁人如何引導也不再作畫。在此期間，剛果創作了400多幅作品。
1950年代後期，剛果曾多次亮相於英國電視節目《Zootime》，該節目由莫利斯自倫敦動物園現場主持。牠於1964年因結核病逝世，享年約十歲。

## 評價

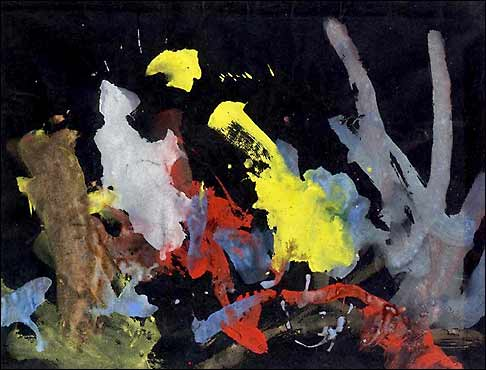
剛果於1957年創作的畫作
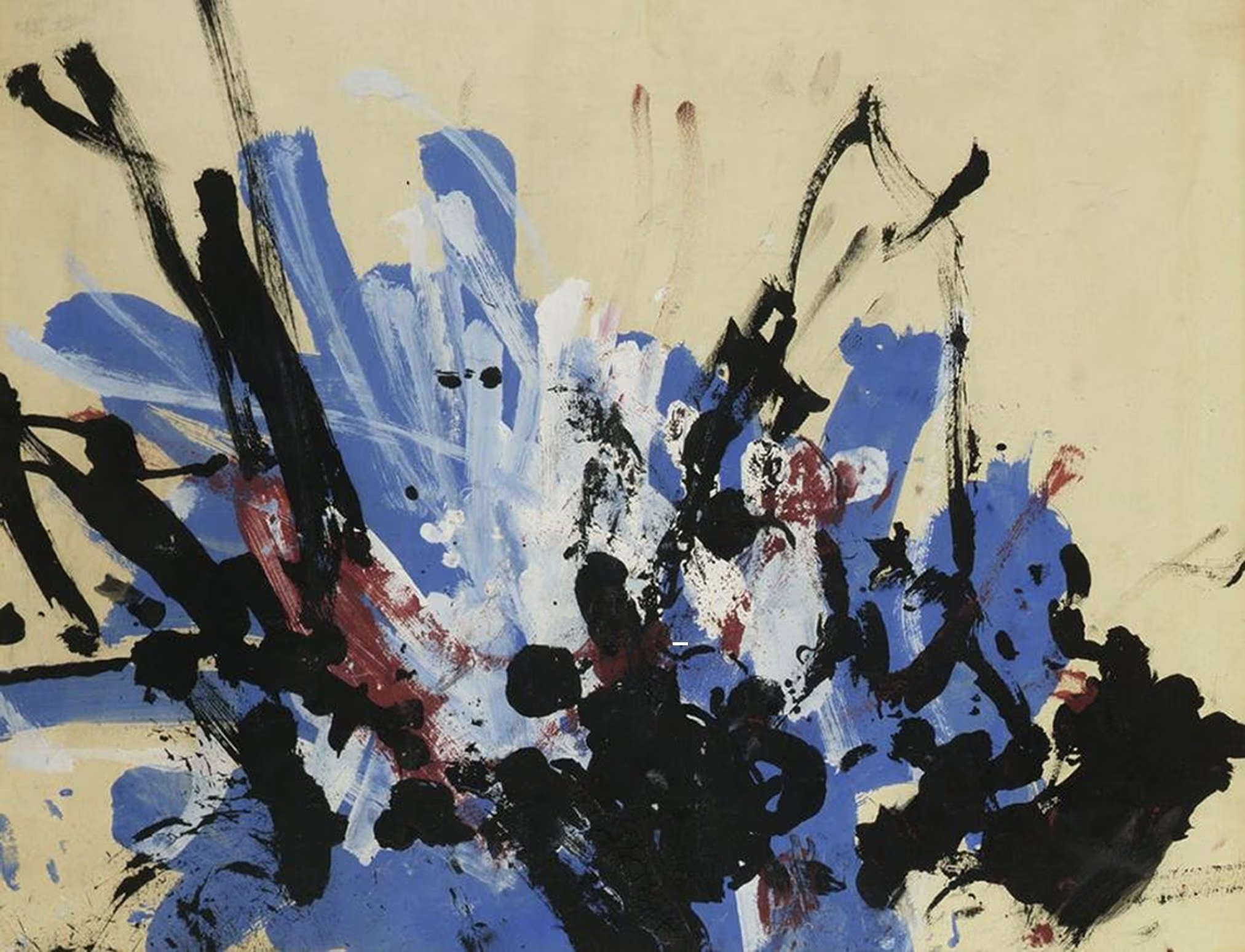
剛果的畫作
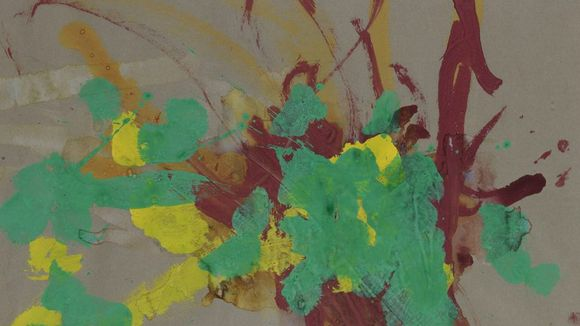
剛果的畫作
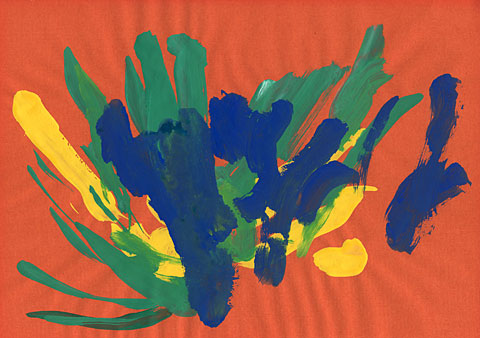
剛果的畫作

媒體對剛果繪畫能力的評價褒貶不一，但整體上正面且充滿興趣。據報導，西班牙畫家巴勃羅·畢卡索是剛果作品的「粉絲」，並在收到牠的畫作後將其掛在畫室牆上。
2005年6月20日，剛果的畫作在邦瀚斯拍賣會中與雷諾瓦]]與安迪·沃荷的作品一同拍賣，其畫作拍出高價，反而雷諾瓦與沃荷的作品未獲成交。美國收藏家霍華德·洪（Howard Hong）以逾25,000美元購得剛果的三幅作品。

## 另見
- 動物創作的藝術（英语：Animal-made_art）
- 皮埃爾·布拉索
- 口袋沃荷（英语：Pockets Warhol）
- 蒂拉穆克·切達（英语：Tillamook Cheddar）
- 黑猩猩個體列表（英语：List_of_individual_apes）